# Nassarius tabescens
Nassarius tabescens is een slakkensoort uit de familie van de Nassariidae. De wetenschappelijke naam van de soort is voor het eerst geldig gepubliceerd in 1880 door Marrat.